# Jonas Hesselman
Knut Jonas Elias Hesselman, född 9 april 1877 i Å församling, Östergötlands län, död 20 december 1957 i Nacka, var en svensk civilingenjör och konstruktör.

## Biografi

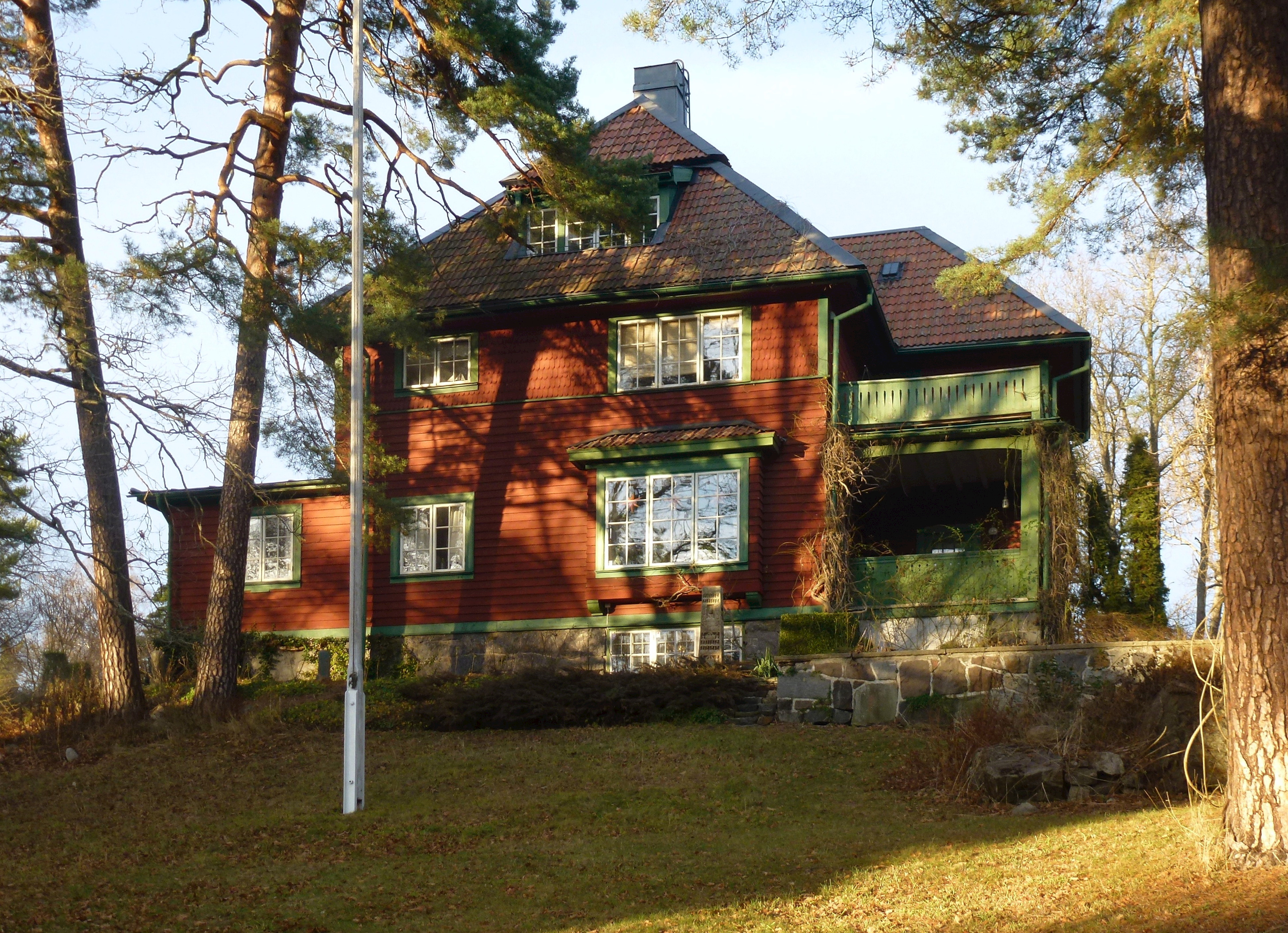
Villa Hesselman, Storängen 2013.

Hesselman var bror till Bengt Hesselman, Georg Hesselman och Henrik Hesselman. Han utexaminerades 1899 från Tekniska högskolans avdelning för mekanik och arbetade 1899–1916 på AB Diesels Motorer (senare Atlas Diesel, numera Atlas Copco) i Sickla, från 1901 som konstruktionschef. Här vidareutvecklade han Rudolf Diesels motor och vann internationellt erkännande som auktoritet på dieselmotorer. 
En av sina mest berömda uppfinningar konstruerade han 1906. Det handlade om ett reversibelt system som gjorde det möjligt att slå om motorn fram till bak och byta riktning. Konstruktionen var den första i världen i sitt slag och innebar att man även kunde använda dieselmotorer på fartyg. 1916 öppnade han eget konstruktionskontor och presenterade 1925 Hesselmanmotorn, en hybrid mellan otto- och dieselmotorn. Den användes i bussar och tunga lastbilar under 1920- och 1930-talen. Hesselmanmotorn hade tändstift och kunde startas med bensin, för att sedan drivas med fotogen eller dieselolja.
Jonas Hesselman konstruerade också elkomponenter för fordon. Bland annat den motor som blev grunden till Hesselman Elhydraulik, numera Haldex Hydraulics. Hesselman Elhydraulik utvecklade 1970 det hydraulaggregat som fortfarande är förebilden för existerande aggregat för bakgavellyftar.
År 1929 tilldelades Hesselman Ingenjörsvetenskapsakademiens stora guldmedalj "för tekniskt vetenskapligt arbete för förbränningsmotorernas, särskilt dieselmotorns, fulländande". Han invaldes som ledamot av Ingenjörsvetenskapsakademien 1920 och blev ledamot av Vetenskapsakademien 1934. Jonas Hesselman var bosatt på "Villa Hesselman" i Storängen utanför Stockholm. Villan, som är ritad 1906 av arkitekt Albin Brag, köpte han 1907. Här bodde han fram till sin död 1957. Han är begravd på Norra begravningsplatsen utanför Stockholm.